# David N'Gog
David N'Gog (sinh ngày 1 tháng 4 năm 1989) là một cựu cầu thủ người Pháp thi đấu ở vị trí tiền đạo. Anh bắt đầu sự nghiệp cùng Paris Saint-Germain, sau khi ký bản hợp đồng chuyên nghiệp đầu tiên vào tháng 6 năm 2006, ở tuổi 17. Anh có chú là cầu thủ của Olympique Lyon và tuyển thủ đội tuyển Pháp Jean-Alain Boumsong và anh trai anh Yannick Boumsong. Ngày 21 tháng 6 năm 2020, David N'Gog chính thức giã từ sự nghiệp thi đấu quốc tế sau 19 năm thi đấu chuyên nghiệp.

## Sự nghiệp câu lạc bộ
Mặc dù chỉ ghi một bàn trong 18 lần ra sân ở Ligue 1 cho PSG, N'gog đã xuất hiện ở nhiều cấp độ đội tuyển quốc gia. Anh ghi 2 bàn trong chiến thắng 2-0 trước đội U19 Anh vào năm 2007. Anh lần đầu được thưởng thức hương vị chiến thắng cùng PSG khi cùng đội bóng đoạt chức vô địch cúp quốc gia Pháp vào năm 2008 dù chỉ là cầu thủ dự bị và không được vào sân.

### Liverpool

#### Mùa giải 2008-09
N'Gog gia nhập Liverpool vào ngày 24 tháng 7 năm 2008 theo một bản hợp đồng 4 năm với mức phí chuyển nhượng là 1.5 triệu bảng. Huấn luyện viên Rafa Benítez ca ngợi các tuyển trạch viên của ông sau vụ chuyển nhượng, ông nói "Họ đang tìm một cầu thủ như N'Gog, cầu thủ có trình độ mà giá lại không cao". N'Gog chơi trận ra mắt cho Liverpool ở trận giao hữu với Villarreal CF vào ngày 30 tháng 7 năm 2008 và ghi bàn đầu tiên chỉ một trận sau trong trận gặp Rangers cũng trong lượt trận giao hữu trước mùa giải. Anh sau đó tiếp nối những thành công bằng việc ghi bàn thắng quyết định trong chiến thắng 4-1 trước Vålerenga IF của Na Uy. Anh có trận ra mắt ở giải Ngoại hạng Anh gặp Aston Villa sau khi vào sân thay Fernando Torres. N'Gog ghi bàn đầu tiên cho Liverpool trong chiến thắng 3-1 trước PSV Eindhoven ở vòng bảng cúp C1. N'Gog có trận đầu tiên ra sân từ đầu gặp Portsmouth, và ghi bàn đầu tiên ở giải ngoại hạng Anh vào ngày 3 tháng 3 năm 2009 gặp Sunderland trong chiến thắng 2-0 ở Anfield. N'Gog ghi bàn thứ hai cho đội bóng vào ngày 11 tháng 4 năm 2009 gặp Blackburn Rovers trong chiến thắng 4-0.

#### Mùa giải 2009-10
N'Gog ghi bàn đầu tiên ở mùa giải mới trong chiến thắng 4-0 trước Stoke City. Đây là bàn thắng thứ 4 trong sự nghiệp anh ghi cho Liverpool, 3 trong số đó tới từ các trận đấu ở giải ngoại hạng. Tháng sau đó, sau ghi bàn thắng quyết định trong chiến thắng ở vòng 3 Cúp liên đoàn trước đối thủ Leeds United. Vào ngày 25 tháng 10, trong trận gặp Manchester United, anh sau khi vào thay Fernando Torres đã ghi bàn ấn định chiến thắng 2-0 cho Liverpool vào phút 96
A. Sau bàn thắng này, N'Gog cho biết đó là "một khoảng khắc tuyệt vời cho tôi và đội bóng và tôi có thể nói rằng đó là khoảnh khắc tuyệt vời nhất của tôi khi chơi bóng." Anh ghi bàn thứ tư vào ngày 9 tháng 11 vào lưới Birmingham City trước khi thực hiện một pha tiểu xảo để kiếm cho Liverpool một quả penalty và đội trưởng Steven Gerrard đã thực hiện thành công quả đá phạt để đem về một trận hoà cho Liverpool. N'Gog sau đó ghi bàn duy nhất trong chiến thắng 1-0 trước Debrecen ở cúp C1. Rafa Benitez thể hiện sự tin tưởng cho cầu thủ này bằng việc để anh đá chính trong trận gặp Everton. Trận này kết thúc với tỉ số 2-0 cho Liverpool. Anh ghi bàn thứ 4 ở giải ngoại hạng, trong tổng số 6 bàn ở mùa giải 2009-10, trong chiến thắng 2-1 trước Wigan Athletic. Anh ghi một bàn thắng trong chiến thắng trước Unirea Urziceni ở vòng 16 đội Europa League.

## Thi đấu quốc tế
Mặc dù đã chơi cho các đội tuyển trẻ của Pháp, N'Gog hiện đang nhận được lời mời để chơi cho đội tuyển Cameroon.

## Thống kê sự nghiệp câu lạc bộ
| Câu lạc bộ          | Mùa giải            | Giải đấu             | Giải đấu | Giải đấu | Cúp quốc gia | Cúp quốc gia | Cúp liên đoàn | Cúp liên đoàn | Châu Âu | Châu Âu | Khác | Khác | Tổng cộng | Tổng cộng |
| Câu lạc bộ          | Mùa giải            | Giải                 | Trận     | Bàn      | Trận         | Bàn          | Trận          | Bàn           | Trận    | Bàn     | Trận | Bàn  | Trận      | Bàn       |
| ------------------- | ------------------- | -------------------- | -------- | -------- | ------------ | ------------ | ------------- | ------------- | ------- | ------- | ---- | ---- | --------- | --------- |
| Paris Saint-Germain | 2006–07             | Ligue 1              | 4        | 0        | 1            | 0            | 0             | 0             | 1       | 0       | —    | —    | 6         | 0         |
| Paris Saint-Germain | 2007–08             | Ligue 1              | 14       | 1        | 4            | 0            | 1             | 2             | —       | —       | —    | —    | 19        | 3         |
| Paris Saint-Germain | Tổng cộng           | Tổng cộng            | 18       | 1        | 5            | 0            | 1             | 2             | 1       | 0       | —    | —    | 25        | 3         |
| Liverpool           | 2008–09             | Premier League       | 14       | 2        | 0            | 0            | 2             | 0             | 3       | 1       | —    | —    | 19        | 3         |
| Liverpool           | 2009–10             | Premier League       | 24       | 5        | 2            | 0            | 2             | 1             | 9       | 2       | —    | —    | 37        | 8         |
| Liverpool           | 2010–11             | Premier League       | 25       | 2        | 1            | 0            | 1             | 1             | 11      | 5       | —    | —    | 38        | 8         |
| Liverpool           | Tổng cộng           | Tổng cộng            | 63       | 9        | 3            | 0            | 5             | 2             | 23      | 8       | —    | —    | 94        | 19        |
| Bolton Wanderers    | 2011–12             | Premier League       | 33       | 3        | 4            | 1            | 2             | 0             | —       | —       | —    | —    | 39        | 4         |
| Bolton Wanderers    | 2012–13             | Championship         | 31       | 8        | 2            | 0            | 0             | 0             | —       | —       | —    | —    | 33        | 8         |
| Bolton Wanderers    | 2013–14             | Championship         | 17       | 3        | 1            | 1            | 1             | 0             | —       | —       | —    | —    | 19        | 4         |
| Bolton Wanderers    | Tổng cộng           | Tổng cộng            | 81       | 14       | 7            | 2            | 3             | 0             | —       | —       | —    | —    | 91        | 16        |
| Swansea City        | 2013–14             | Premier League       | 3        | 0        | 0            | 0            | 0             | 0             | 0       | 0       | —    | —    | 3         | 0         |
| Reims               | 2014–15             | Ligue 1              | 28       | 7        | 2            | 0            | 0             | 0             | —       | —       | —    | —    | 30        | 7         |
| Reims               | 2015–16             | Ligue 1              | 16       | 3        | 1            | 0            | 1             | 0             | —       | —       | —    | —    | 18        | 3         |
| Reims               | Tổng cộng           | Tổng cộng            | 44       | 10       | 3            | 0            | 1             | 0             | —       | —       | —    | —    | 48        | 10        |
| Panionios           | 2016–17             | Superleague Greece   | 13       | 1        | 3            | 2            | —             | —             | —       | —       | —    | —    | 16        | 3         |
| Ross County         | 2017–18             | Scottish Premiership | 10       | 1        | 0            | 0            | 0             | 0             | —       | —       | —    | —    | 10        | 1         |
| Budapest Honvéd     | 2018–19             | Nemzeti Bajnokság I  | 23       | 6        | 8            | 6            | 0             | 0             | —       | —       | —    | —    | 31        | 12        |
| Budapest Honvéd     | 2019–20             | Nemzeti Bajnokság I  | 5        | 2        | 1            | 0            | 0             | 0             | 4       | 1       | —    | —    | 10        | 3         |
| Budapest Honvéd     | Tổng cộng           | Tổng cộng            | 28       | 8        | 9            | 6            | 0             | 0             | 4       | 1       | —    | —    | 41        | 15        |
| Žalgiris            | 2020                | A Lyga               | 2        | 1        | 0            | 0            | —             | —             | 0       | 0       | 1    | 0    | 3         | 1         |
| Tổng cộng sự nghiệp | Tổng cộng sự nghiệp | Tổng cộng sự nghiệp  | 262      | 45       | 30           | 10           | 10            | 4             | 28      | 9       | 1    | 0    | 331       | 68        |

## Danh hiệu
Paris Saint-Germain
- Coupe de la Ligue: 2008